# サウス (雑誌)
『サウス』は、新書館からかつて発行されていた漫画雑誌。

## 歴史
1988年に『月刊ウィングス』の増刊として創刊される。1993年に季刊化される。その後、隔月刊となり奇数月の16日に発売された。2002年6月号で廃刊となり、連載されていた作品は『月刊ウィングス』に移った。

## 掲載作品
- アーシアン（高河ゆん）
- アルカライラ（道原かつみ）
- Anghel blood（こなみ詔子）
- オズと魔法使いたち（四位広猫）
- カーバンクル（JUDAL）
- 革命の日（つだみきよ）
- 月華佳人 Lumen Lunae（押上美猫）
- 原獣文書（なるしまゆり）
- KOMISCH（橘皆無）
- トレイン☆トレイン（影木栄貴）
- 飛行×少年（藍川さとる）
- 秘密のポー（東城和実）
- ファミリー・コンプレックス（つだみきよ）
- メテオ・メトセラ（尾崎かおり）
- 東京BABYLON（CLAMP）